# Austrofestuca littoralis
Austrofestuca littoralis là một loài thực vật có hoa trong họ Hòa thảo. Loài này được (Labill.) E.B.Alexeev mô tả khoa học đầu tiên năm 1976.